# Іннервація серця
Іннерва́ція се́рця — подвійна: здійснюється симпатичними і парасимпатичними волокнами автономної нервової системи. 
Аксони прегангліонарних парасимпатичних нейронів перемикаються в інтрамуральних гангліях в товщі міокарда на постгангліонарні нейрони, аксони котрих прямують до синоатріального й атріовентрикулярного вузлів провідної системи серця. Симпатична іннервація серця представлена прегангліонарними нейронами, аксони яких виходять з спинного мозку і перемикаються в превертебральних вузлах (85 % в зірчастому), на постгангліонарні, відростки котрих прямують не тільки до вузлів провідної системи серця, а й підходять у досить великої кількості до міокарду передсердь та шлуночків.